# Ines Donati
Pour les articles homonymes, voir Donati.
Ines Donati, né le 8 juin 1900 à San Severino Marche et morte le 3 novembre 1924 à Matelica, est une militante fasciste italienne.

## Biographie
Ines Donati est la fille de David Donati, un cordonnier et de Ludmilla Bertolli, un horloger. Elle est décrite comme une fille de faible taille avec les cheveux foncés.Dès son plus jeune âge elle partage les idées nationalistes et pendant la Première Guerre mondiale elle est surnommée « La Capitana » (la capitaine) ou La Patriottica (la patriote).
À 18 ans, Ines Donati s'installe à Rome pour poursuivre ses études. Elle fréquente une école d'un couvent dans le Trastevere, où elle étudie les beaux-arts. Dans le Trastevere, elle s'impliquée dans des organisations populaires de jeunes, tels que le Corpo Nazionale Giovani Esploratori ed Esploratrici Italiani (CNGEI - Corps National des jeunes italiens Scouts et Guides), similaire aux organisations de Scoutisme et des Guides des pays anglophones. Elle rejoint également l'« Association nationaliste italienne » et le Gruppo Giovanile Ruggero Fauro (groupe de jeunes de Ruggero Fauro) créé par le nationaliste italien et irrédentiste Ruggero Timeus. Elle était la seule femme membre du groupe nationaliste italien « Sempre Pronti » (toujours prêts).
En 1920, lors d'une grève des éboueurs de Rome, Ines Donati est une des deux femmes (l'autre étant Maria Rygier) qui a pris part au nettoyage des rues. Pendant cette période, elle a également travaillé en tant que factrice et électricienne.

### L'engagement
En 1921, lors des élections générales italiennes, Ines Donati participe au service civil volontaire et crée la propagande pour les candidats fascistes. Le 18 février 1921 au Caffè Aragno à Rome, près du Palais Montecitorio, le député du parti socialiste italien, Alceste Della Seta (it) est agressé pour la seconde fois, la première cible prévue de l'attaque étant Nicola Bombacci, un des fondateurs du parti communiste italien. Ines Donati est arrêtée et passe un mois en prison dans le cadre de cette agression.
Le 31 juillet elle est attaquée à Trastevere par le groupe antifasciste Arditi del Popolo et passe 20 jours à l'hôpital.
En 1921, lors du congrès nationaliste à Ravenne, elle reçoit son baptême du feu ; Luigi Federzoni l'a décrite comme « courageuse, restant debout entre le sifflement des balles ».

### Le squadrisme
En 1922, Ines Donati est touchée par la tuberculose. Au mois de mars 1922, une grève générale est organisée par Alleanza del Lavoro (une coalition de 1922) où Ines Donati, bien que malade, participe le 5 août aux actions violentes contre les grévistes. Avec un groupe paramilitaire, « le squadrisme », composé de nationalistes venant pour la majorité de l'Italie centrale, elle occupe la ville.
Ines Donati fait partie des rares femmes qui ont participé à la marche sur Rome et a personnellement rencontré Mussolini,. En 1923, elle demande à rejoindre les paramilitaires Chemises noires (Milice volontaire pour la sécurité nationale), créés cette année-là ; le 4 mars, Mussolini repond : « Je connais sa renommée depuis longtemps et je sais qu'elle est un italienne féroce, une fasciste indomptable ».

### La mort

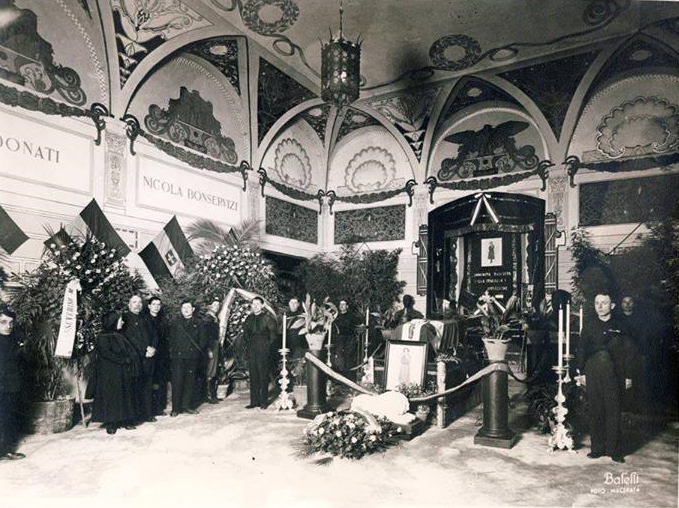
Ines Donati est inhumée en 1933 dans la Chapelle des héros au cimetière de Campo Verano à Rome

En 1924, sa santé se détériore et elle meurt de tuberculose le 3 novembre, à Matelica, à l'âge de 24 ans et est proclamée « martyre » par les fascistes. Certains historiens rapportent ses dernières paroles : « Je voulais être forte comme un homme, mais j'ai oublié que je suis une frêle femme ».

### L'icône fasciste

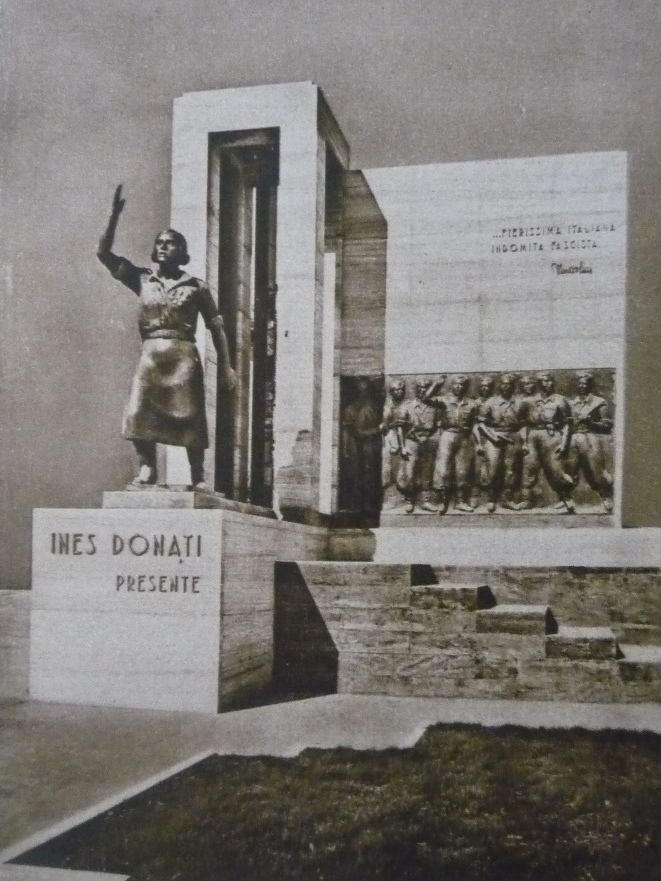
Monument détruit en 1944

Sur la demande d'Achille Starace, le corps de Ines Donati a été exhumé et le 23 mars 1933 a été inhumé dans la chapelle des héros du cimetière de Campo Verano à Rome.
Sa réputation a été utilisée par la propagande fasciste, son personnage a été transformé en une icône de la jeunesse. En 1926, une clinique de santé à Matelica lui a été dédiée.
Le 17 octobre 1937, à proximité de la place communale de San Severino Marche, un monument lui est dédié, flanqué d'une statue en bronze de Ines Donati réalisée par le sculpteur Luigi Gabrielli d'après un dessin de Rutilio Ceccolini. La statue a été enlevée par des partisans en 1944 et à la place a été reconstruit un mémorial aux victimes de toutes les guerres.

## Source de traduction
- (en) Cet article est partiellement ou en totalité issu de l’article de Wikipédia en anglais intitulé « Ines Donati » (voir la liste des auteurs).